# Pachythelia quadratica
Pachythelia quadratica är en fjärilsart som beskrevs av De Freina 1982. Pachythelia quadratica ingår i släktet Pachythelia och familjen säckspinnare. Inga underarter finns listade i Catalogue of Life.